# Sultán de Perak
El sultán de Perak es uno de los tronos hereditarios más antiguos entre los estados malayos.
Cuando el sultanato de Malaca cayó a manos de Portugal en 1511, el sultán Mahmud Syah I se retiró a Kampar, Sumatra, y murió allí en 1528. Dejó atrás a dos príncipes llamados Alauddin Riayat Shah II y Muzaffar Syah. El primero pasó a establecer el sultanato de Johor. Mientras tanto Muzaffar Syah fue invitado a gobernar Perak y, por tanto, se convirtió en el primer sultán de Perak. El sultán de Perak actual es el descendiente de sultanato de Siak  de Sumatra.

## Lista de sultanes de Perak
Dinastía de Malaca

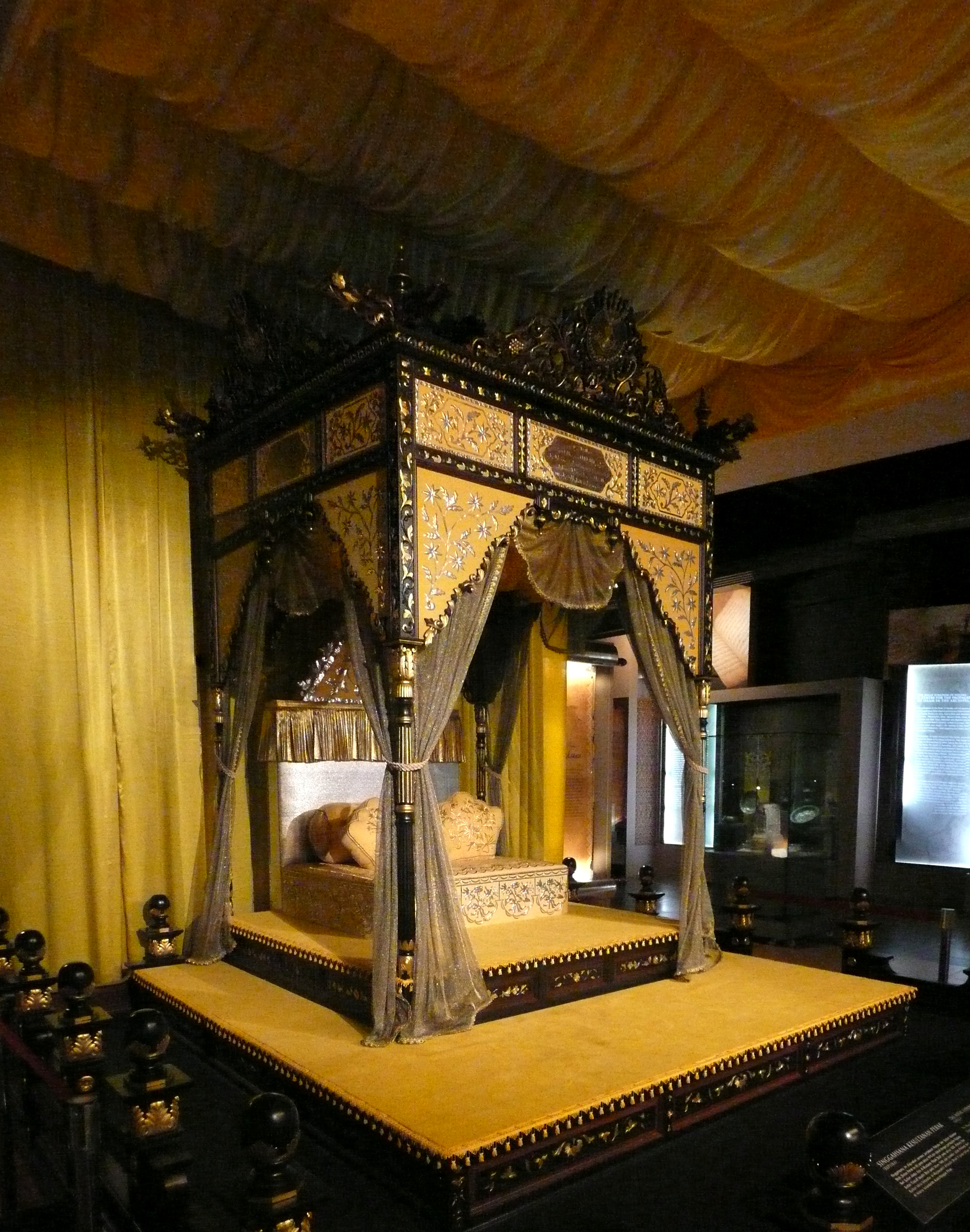
Réplica del trono real de Perak en Museo Nacional.

- 1. Muzaffar Shah I Ibni Almarhum Sultan Mahmud Shah de Melaka (1528–1549)
- 2. Mansur Shah Ibni Almarhum Sultan Muzaffar Shah (1549–1577)
- 3. Ahmad Tajuddin Shah Ibni Almarhum Sultan Mansur Shah (1577–1584)
- 4. Tajul Ariffin Ibni Almarhum Sultan Mansur Shah (1584–1594)
- 5. Alauddin Shah Ibni Almarhum Raja Kecil Lasa Inu (1594–1603)
- 6. Mukaddam Shah Ibni Almarhum Sultan Ahmad Tajuddin Shah (1609–1619)
- 7. Mansur Shah II Ibni Almarhum Raja Kecil Lasa Inu (1619–1627)
- 8. Mahmud Shah Ibni Almarhum Sultan Ahmad Tajuddin Shah (1627–1630)
- 9. Sallehuddin Shah Ibni Almarhum Sultan Mahmud Shah (1630–1635) Fallecido en Aceh

Dinastía de Siak
- 10. Muzaffar Shah II Ibni Almarhum Raja Mahmud de Siak (1636–1654) hijo del Raja Asif [Ishak] ibni al-Marhum Sultan Ahmad Khoja [al-Marhum Kasab], de Siak, por su esposa, Tun Dharmapala Johara [Tun Kechil], hija de Tun Tun Isap Misai bin Mahmud, Bendahara Sri Raja Tua de Johor. Instalación como sultán de Perak por el Aceh en 1636
- 11. Mahmud Iskandar Shah Ibni Almarhum Sultan Muzaffar Shah II (1654–1720)
- 12. Alauddin Mughayat Shah Ibni Almarhum Yang Dipertuan Muda Mansur Shah (1720–1728)
- 13. Muzaffar Shah III Ibni Almarhum Yang Dipertuan Muda Mansur Shah (1728–1752)
- 14. Muhammad Mughayat Shah Ibni Almarhum Yang Dipertuan Muda Mansur Shah (1744–1750) {Gobernó Baja Perak}
- 15. Iskandar Zulkarnain Shah Ibni Almarhum Sultan Muhammad Shah (1752–1765)
- 16. Mahmud Shah II Ibni Almarhum Sultan Muhammad Shah (1765–1773)
- 17. Alauddin Mansur Shah Iskandar Muda Ibni Almarhum Sultan Muhammad Shah (1773–1786)
- 18. Ahmaddin Shah Ibni Almarhum Sultan Muhammad Shah (1786–1806)
- 19. Abdul Malik Mansur Shah Ibni Almarhum Sultan Ahmaddin Shah (1806–1825)
- 20. Abdullah Muazzam Shah Ibni Almarhum Sultan Abdul Malik Mansur Shah (1825–1830)
- 21. Shahabuddin Ibni Almarhum Raja Bendahara Inu (1830–1851)
- 22. Abdullah Muhammad Shah I Ibni Almarhum Raja Kecil Bongsu Abdul Rahman (1851–1857)
- 23. Jaafar Muazzam Shah Ibni Al Marhum Raja Kecil Tengah Raja Ahmad (1857–1865)
- 24. Ali Al-Mukammal Inayat Shah Ibni Almarhum Sultan Shahabuddin Shah (1865–1871)
- 25. Ismail Muabiddin Riayat Shah Ibni Almarhum Syed Sheikh Al-Khairat, Siak (1871–1874) hijo del Raja Nandak binti Sultan Shah Ahmaddin
- 26. Abdullah Muhammad Shah II Ibni Almarhum Sultan Jaafar Muazzam Shah (1874–1876)
- 27. Yusuf Sharifuddin Muzaffar Shah Ibni Almarhum Sultan Abdullah Muhammad Shah I (1876–1887)
- 28. Sultan Idris Murshidul Azam Shah Ibni Almarhum Raja Bendahara Alang Iskandar (1887–1916)
- 29. Abdul Jalil Nasrul Al-Mu'ataram Karamatullah Shah Ibni Almarhum Sultan Idris Shah II (1916–1918)
- 30. Iskandar Shah Ibni Almarhum Sultan Idris Shah II (1918–1938)
- 31. Abdul Aziz Al-Mutasim Billah Shah Ibni Almarhum Raja Muda Musa (1938–1948)
- 32. Yusuf II Izzuddin Shah Ibni Almarhum Sultan Abdul Jalil Shah (1948–1963)
- 33. Idris Al-Mutawakkil Alallahi Shah Ibni Almarhum Sultan Iskandar Shah (1963–1984)
- 34. Azlan Muhibbuddin Shah Ibni Almarhum Sultan Yusuf Izzuddin Shah (1984–2014)
- 35. Nazrin Muizzuddin Shah ibni Almarhum Sultan Azlan Muhibbuddin Shah Al-Maghfur-Lah (2014-presente)